# Koppmossor
Koppmossor (Entosthodon) är ett släkte av bladmossor. Koppmossor ingår i familjen Funariaceae.

## Dottertaxa till Koppmossor, i alfabetisk ordning[1][2]
- Entosthodon acaulis
- Entosthodon acidotus
- Entosthodon americanus
- Entosthodon andicola
- Entosthodon angustifolius
- Entosthodon apiculatopilosus
- Entosthodon apophysatus
- Entosthodon aristatus
- Entosthodon attenuatus
- Entosthodon balansae
- Entosthodon beccarii
- Entosthodon bergianus
- Entosthodon bolanderi
- Entosthodon bonplandii
- Entosthodon borbonicus
- Entosthodon borneensis
- Entosthodon buseanus
- Entosthodon californicus
- Entosthodon cartilagineus
- Entosthodon chiloensis
- Entosthodon clavatus
- Entosthodon curviapiculatus
- Entosthodon deserticola
- Entosthodon diversinervis
- Entosthodon dixonii
- Entosthodon dozyanus
- Entosthodon drummondii
- Entosthodon duriaei
- Entosthodon fascicularis
- Entosthodon flexisetus
- Entosthodon handelii
- Entosthodon helmsii
- Entosthodon hildebrandtii
- Entosthodon holstii
- Entosthodon hungaricus
- Entosthodon italicus
- Entosthodon jamesonii
- Entosthodon kochii
- Entosthodon krausei
- Entosthodon laevis
- Entosthodon latifolius
- Entosthodon laxus
- Entosthodon lepervanchei
- Entosthodon limbatus
- Entosthodon lindigii
- Entosthodon marginatulus
- Entosthodon mathewsii
- Entosthodon mauritianus
- Entosthodon mouretii
- Entosthodon muhlenbergii
- Entosthodon obtusatus
- Entosthodon obtusifolius
- Entosthodon obtuso-apiculatus
- Entosthodon obtusus
- Entosthodon ouropratensis
- Entosthodon papillosus
- Entosthodon perrottetii
- Entosthodon pertenella
- Entosthodon physcomitrioides
- Entosthodon plagiothecius
- Entosthodon planifolius
- Entosthodon planoconvexus
- Entosthodon productus
- Entosthodon puiggarii
- Entosthodon radians
- Entosthodon rottleri
- Entosthodon rubiginosus
- Entosthodon rubrisetus
- Entosthodon schimperi
- Entosthodon serratus
- Entosthodon smithhurstii
- Entosthodon sonorae
- Entosthodon spathulatus
- Entosthodon subintegrus
- Entosthodon subnudus
- Entosthodon subpallescens
- Entosthodon tucsoni
- Entosthodon urceolatus
- Entosthodon usambaricus
- Entosthodon wichurae
- Entosthodon wigginsii
- Entosthodon volkensii